# Alessio Tacchinardi
Alessio Tacchinardi (Crema, 23 de juliol de 1975) és un exfutbolista italià, que ocupava la posició de migcampista defensiu.

## Trajectòria
Comença la seua carrera el 1992 a les files de l'Atalanta BC, on va jugar nou partits abans de ser transferit a la Juventus FC el 1994. Allí, va tenir un impacte immediat, disputant 24 partits en el seu debut. Durant la següent dècada va formar part del planter torinès, destacant la temporada 02/03, amb dos gols en 27 partits de la Série A, i dos altres gols en 13 partits de la Champions League. Diversos problemes a causa de les lesions van evitar que fos indiscutible a l'onze inicial fins a la marxa d'Edgar Davids.
El juliol del 2005 és cedit al Vila-real CF, de la primera divisió espanyola, amb qui arriba a les semifinals de la Champions League. Hi prorrogaria la cessió durant un any més. El 2007, al seu retorna a Itàlia, signa per la Brescia Calcio, on penjarà les botes el 2008.

## Internacional
Tacchinardi va ser internacional amb la selecció d'Itàlia en 13 ocasions, distribuïdes al llarg de vuit anys.

## Títols
- Serie A

1994-95, 1996-97, 1997-98, 2001-02, 2002-03
- Copa d'Itàlia

1994-95
- Supercopa d'Itàlia

1995, 1997, 2002, 2003
- Copa Intercontinental

1996
- Lliga de Campions de la UEFA

1995-96
- UEFA Intertoto Cup

1999
- Supercopa Europea

1996